# Sortes
Sortes is een plaats (freguesia) in de Portugese gemeente Bragança en telt 320 inwoners (2001).